# 스베이틀라
스베이틀라(아랍어: سبيطلة Sbaytlā)는 튀니지 중서부에 위치한 도시이다. 인근에 튀니지에서 가장 보존 상태가 좋은 로마의 포룸, 신전 등이 있는 수페툴라 유적지가 위치해 있다. 이슬람의 북아프리카 정복의 시작 지점이기도 했다.
스베이틀라는 카세린주 내 가장 넓은 구이며, 면적이 1133.5 km2에 이른다. 주도인 카세린에서 서쪽 33 km 거리에 있고, 튀니지에서는 264 km 거리에 있다. 인구는 2014년 추정 치 기준 23,844명이다. 스베이틀라는 노먼 더글러스의 '모래의 분수'에서 18세기 후반까지는 향나무와 알레포소나무로 뒤덮인 곳이라 했으나 20세기 초에는 '황량하고 벌거벗은' 모습이라 언급된다.

## 역사
이 지역에서 문명의 흔적 중에 가장 오래된 것은 포에니 시대의 거석기념물과 비석이다.
스베이툴라는 아우구스타 제3군단이 아마이다라에 군영을 설립할 때까지 유목 부족들이 거주했었다. 베르베르족의 지도자 타크파리나스가 항복했지만, 67년과 69년 사이 로마 황제 베스파시아누스와 그의 아들들 치하에서 안정이 이뤄져 사람들이 거주하였고, 비자케나 로마 속주 내 교구가 되었다.
이곳에 세워진 일부 금석문에서는 스베이툴라가 2세기 동안 북아프리카의 다른 지역들과 유사한 방식으로 번성하였으며, 올리브 산업을 통해 대단한 번영을 이루었다고 전하는데, 이곳의 올리브 경작은 지역의 뛰어난 기후 조건 덕분에 혜택을 보았다. 도시 유적지에서 발견된 올리브 압착기는 이 판단을 더욱 강화하고 있다. 이로 인한 번영은 화려한 포룸과 기타 중요한 건물들의 건설을 가능하게 했다.
로마 제국 후기 동안 쇠퇴하기 시작하였으며, 스베이툴라는 반달족에 포위당해 점령당했는데 이 점은 반달족들이 자신들의 신에게 헌정한 신전들의 출현으로 확인된다.
비잔티움 병력의 도래는 새로운 번영의 시대를 알렸다. 647년, 도시 앞의 평야에서 그레고리오스 총독이 끄는 비잔티움 및 베르베르 군대와 라시둔 칼리파국의 이집트 총독 압둘라 이븐 사드 간의 주요 전투가 벌어졌다. 수페툴라 전투는 무슬림 측의 결정적 승리로 끝이 났고, 이 결과로 이 지역 일대에 대한 비잔티움의 지배력에 충격을 미쳤고 이슬람의 북아프리카 정복의 시작을 알렸다.

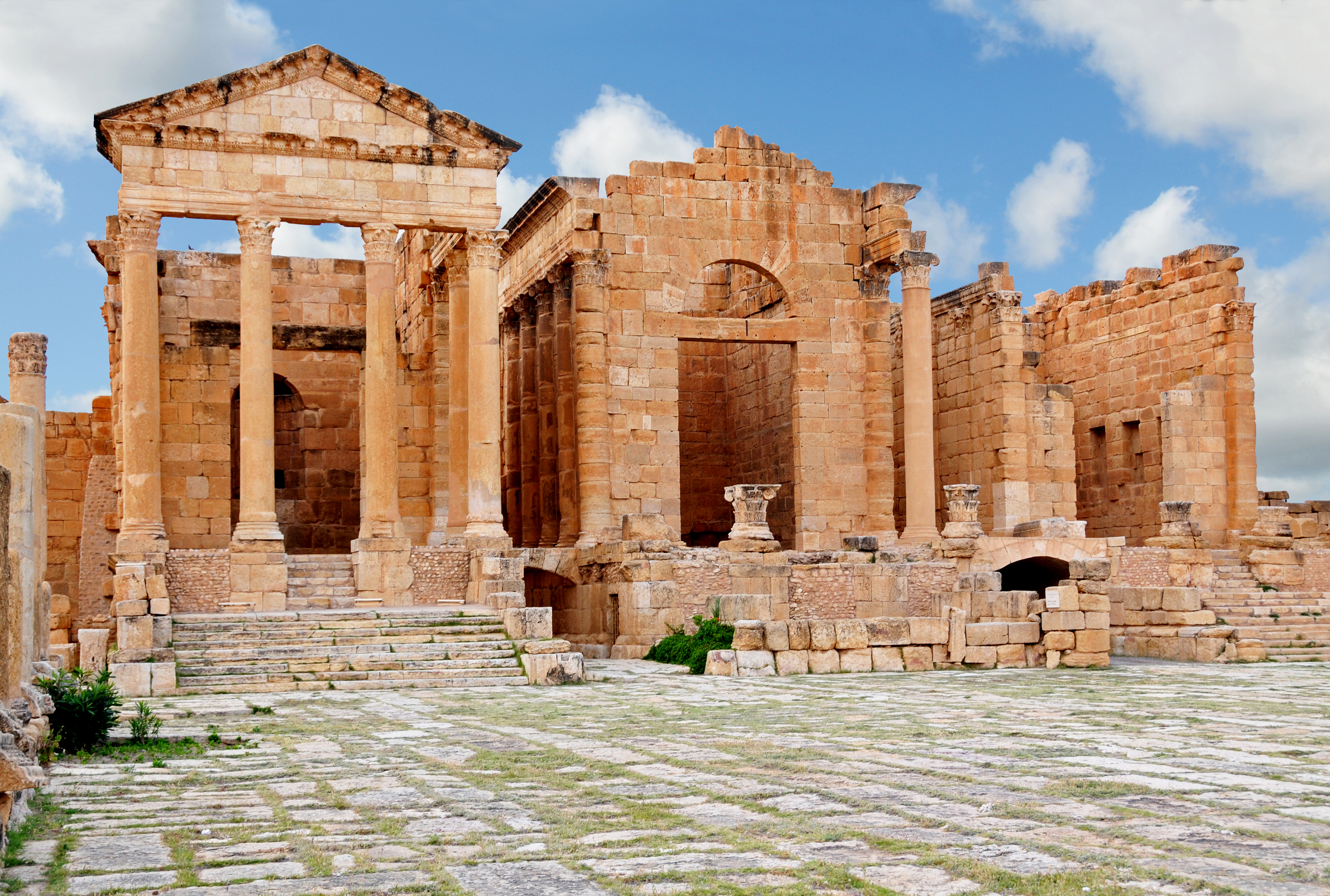
카피톨리노 신전
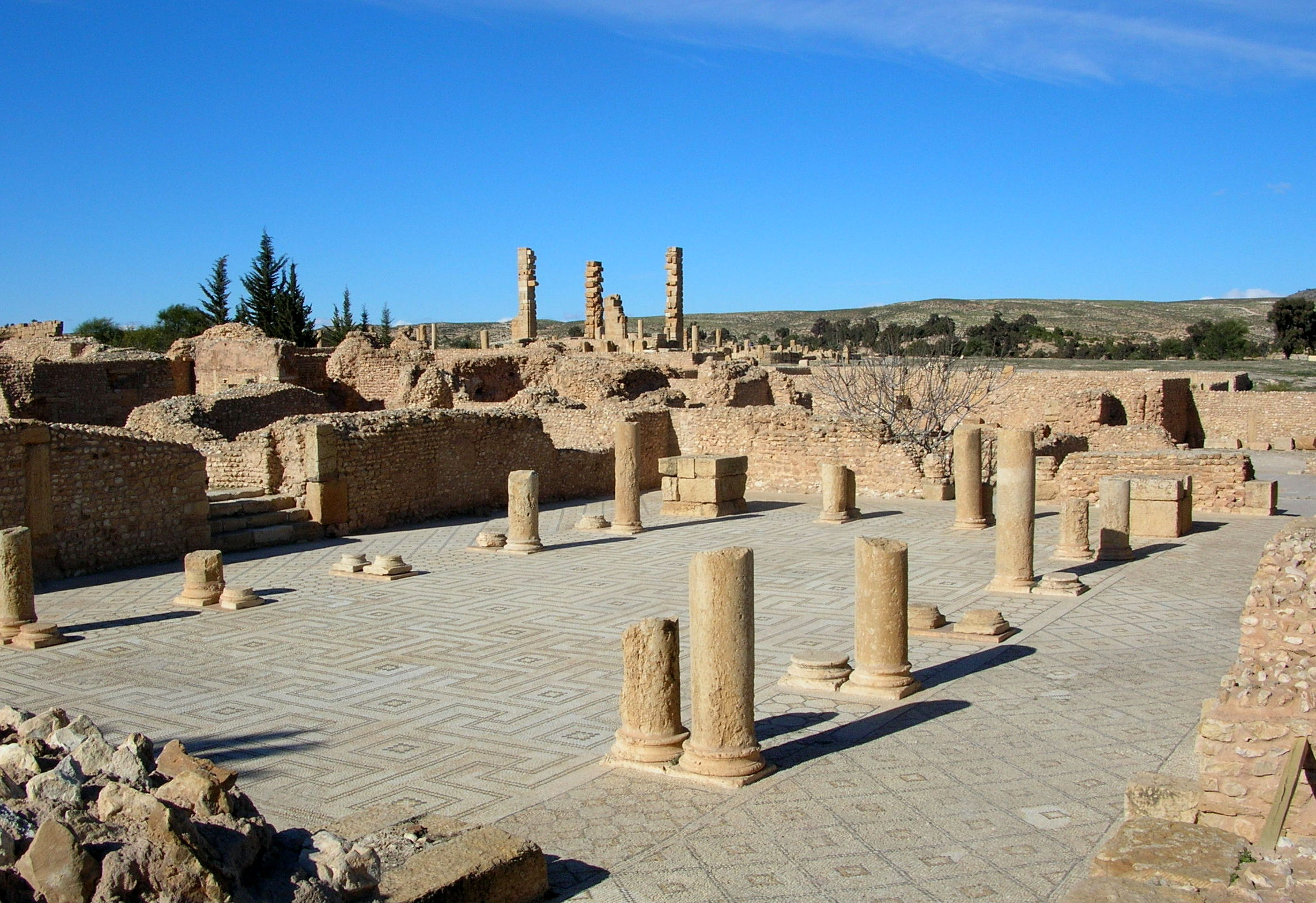
공중 욕장
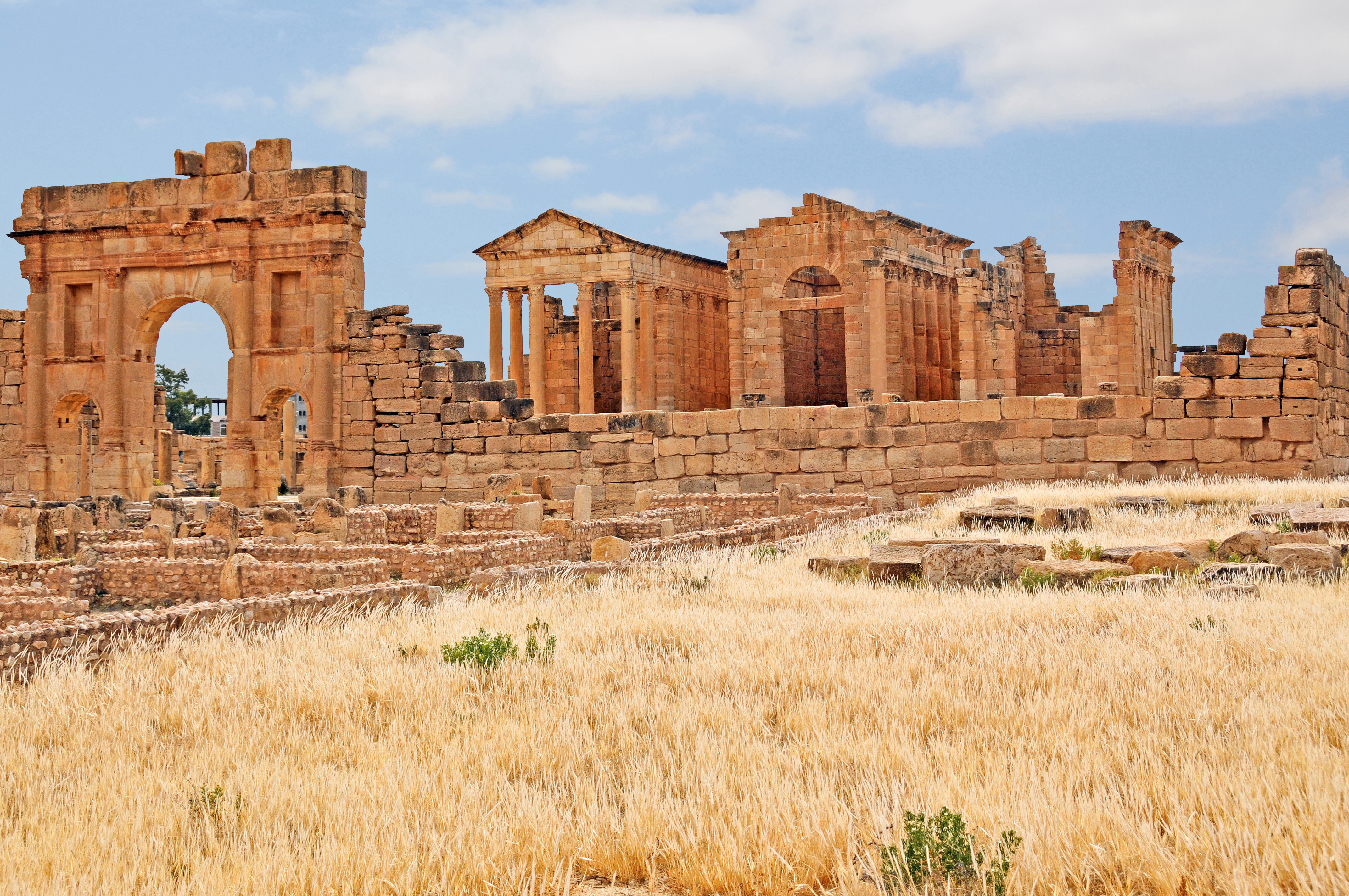
안토니누스 피우스 개선문과 카피톨리노 신전

전투가 벌어졌을 시기의 칼리프는 우스만 이븐 아판으로, 압둘라 이븐 사드 휘하의 군대를 준비한 자이었다. 바르카에 도착한, 우크바 이븐 나피와 그의 군대는 주력군과 합류하였고 두 지휘관은 함께 스베이틀라 정복 계획 준비에 나섰다. 공방전은 장기간 지속되고 힘겨웠으며, 칼리프 우스만은 압드 알라 이븐 알주바이르가 이끄는 지원군을 추가로 보내었다. 세 지휘관은 새로운 공격 계획에 나섰고 마침내 수페툴라를 점령하는 데 성공하였다.
이슬람의 정복은 수페툴라 교구의 종말을 의미하였으나, 가톨릭의 명목상 교구로서 이름만 남아 있다.

## 지리
스베이틀라는 튀니지 중서부에 위치했다. 도로를 통해서 카세린에서 북서쪽으로 33 킬로미터 거리, 튀니지에서는 남서쪽 246 킬로미터, 수즈에서는 남서쪽 166 킬로미터 거리에 있다. 기후는 스텝 기후로 알려져 있다.

## 문화
유명한 로마 포룸과 더불어 잘 보존된 고고학 지역 덕에, 스베이틀라의 문화 활동들이 활발하다. 연간 행사가 포룸에서 열린다.

### 박물관
스베이틀라 고고학 박물관에는 조각상들과 모자이크들을 소장하고 있다. 세 개의 전시실로 이뤄져 있으며 하나는 카프사 문화 관련이고 두 번째는 디오니소스 제국 관련이며 나머지 하나는 두 개의 모자이크를 소장하고 있다.

### 축제
2000년 이래로, 스베이틀라는 춘계 국제 축제가 매년 열리고 있으며, 마흐무드 야신 같은 유명 배우들과 마흐무드 메사디 같은 작가 등 여러 인사들이 상을 받은 국제적 행사이다. 또한 국제 스베이틀라 축제가 열리기도 한다. 2000년에 설립되었으며, 2013년에 들어 국제 행사가 되었다.

## 경제
스베이틀라의 경제는 수공업, 농업, 둘레브의 유전 지대에서 튀니지 석유공사가 관리하는 석유 생산 등에 의지하고 있다.
알제리 국경 지대로부터의 밀수한 물품 및 석유는 이 지역에서 주요한 경제 활동을 이루고 있다.

### 농업
도시는 올리브, 아몬드, 축산 등의 대규모 농업 지대로 둘러싸여 있다. 얕은 우물 919개 깊은 우물 137개, 산악호 한 곳, 산악 댐 한 곳이 있으며, 관개 지역은 2,930 헥타르로 제한되어 있다.
| 관개 가능 지역 (ha) | 관개 가능 지역 (ha) | 관개 가능 지역 (ha) | 관개 설치 지역 (ha) | 관개 설치 지역 (ha) | 관개 설치 지역 (ha) | 사용률 (%) | 사용률 (%) | 사용률 (%) | 밀집도율 (%) | 밀집도율 (%) | 밀집도율 (%) |
| 공공                | 민간                | 합계                | 공공                | 민간                | 합계                | 공공       | 민간       | 합계       | 공공         | 민간         | 합계         |
| ------------------- | ------------------- | ------------------- | ------------------- | ------------------- | ------------------- | ---------- | ---------- | ---------- | ------------ | ------------ | ------------ |
| 992                 | 2374                | 3366                | 794                 | 2136                | 2930                | 80         | 100        | 90         | 110          | 111          | 111          |

### 석유 산업
둘레브의 석유 지대는 튀니지 석유공사가 개발한 유전 중 한 곳으로, 1968년 4월 12일 이래로 연간 원유 230 000 배럴을 생산하고 있다. 1974년, 하루 1,200m³의 최대 생산량에 도달하였다.

### 수공업

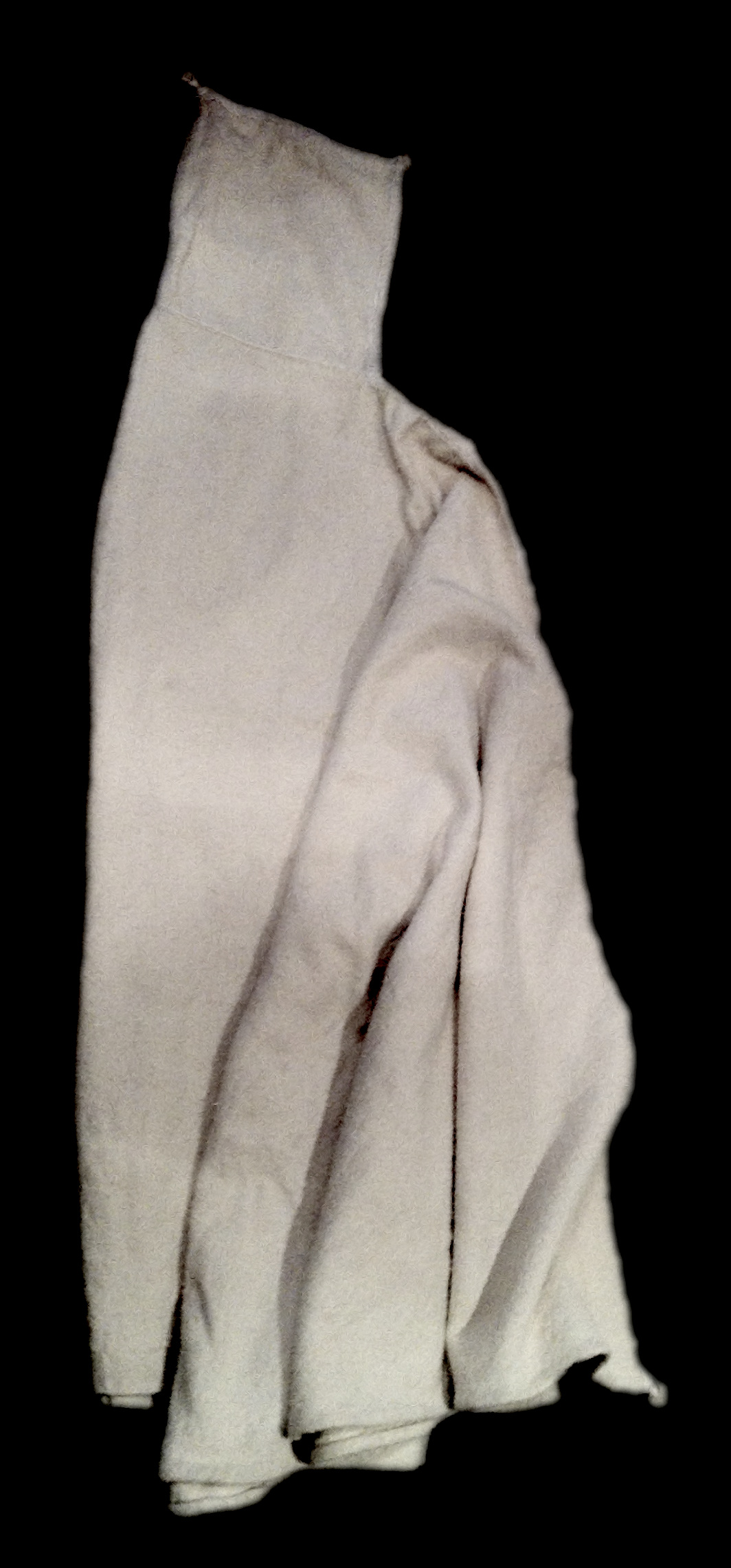
튀니지 바르노스

스베이틀라에서 알려 수공예품의 대다수는 양털 가공에 의존하고 있다. 튀니지산 바르노스가 이 중 하나이다.

## 스포츠
스베이틀라의 가장 인기 있는 스포츠단은 USS로도 알려진 'Union Sportive Sbeitla'으로, 튀니지 리그 프로페시오넬 3에 참가하고 있으며 2013 시즌에 리그 2로 승격되었다. 최근에는 3부 리그에 참가 중이다.
2013년 6월 5일, 역사상 처음으로 튀니지 컵 4강에 진출하였다. 스타드 튀니지엥을 격파시킨 위뇽 스포르티브 스베이틀라는 CA 비제르텡에 탈락하였다.

## 유명 인물
- 알리 벤 게다헴 (1814년 - 1867년 10월 10일) - 유명 튀니지 혁명가.
- 몬지 수시 자루키 (1936년 2월 24일 – 2000년 5월 26일) - 1960년 하계 올림픽과 1959년 지중해 게임에 참가한 운동 선수.[9]
- 로프티 벤 제두 (1964년 7월 31일[10]) - 2013년 3월부터 2015년 2월까지 튀니지 내무부 장관으로 있었던 정치인.

## 같이 보기
- 수페툴라 교구 - 명목상 교구로 전환된 옛 로마 가톨릭 교구